# Ippocrasso
L'ippocrasso o ipocrasso è una bevanda antica a base di vino aromatizzato fermentato e addolcito con miele.
Questo fermentato è da tempo al centro di una diatriba in Italia; qui dove esistono mille e più eventi di rievocazione storica si è persa forse la connotazione originale del prodotto. Spesso, infatti, riferendosi a documenti di origine medioevale dove si parla semplicemente di aggiungere spezie e miele al vino, si tende a confonderlo con un vino concio o con un mulsum. Non si tiene conto però che nel vino medioevale la fermentazione non sempre andava a conclusione ed il risultato era perciò spesso un prodotto non secco come lo intendiamo adesso, in cui molte volte anche i batteri acetici prendevano il sopravvento: un liquido con residui zuccherini, note acetiche e tendenzialmente poco corpo. Il miele ha sempre contenuto, e a quei tempi sicuramente ancor di più, lieviti selvaggi al proprio interno; diluendoli nel vino la possibilità che si riattivassero era alta; anche il fatto che si introducessero nuovi e diversi zuccheri consentiva ai lieviti presenti nel vino stesso di ripartire. Si formava così una ulteriore complessità nel prodotto finito data da ulteriori aromi fermentativi e dalle spezie aggiunte. Nelle fonti medievali non si parlava certo di questa possibilità essendone sconosciute le dinamiche, ma molti studiosi, soprattutto all’estero, ne parlano prendendo per sicura questa eventualità classificandoli senza dubbi né remore come veri e propri idromeli.

## Storia
Conosciuto in tutta l'Europa medievale prima con il nome "claret" o "piment", la leggenda attribuisce la sua invenzione al medico greco Ippocrate nel V secolo a.C. Ma in realtà il nome "hypocras" s'incontra per la prima volta solo a metà del XIV secolo, probabilmente in omaggio all'illustre medico. Dal XV secolo il nome è, definitivamente, "ippocrasso" o "ipocrasso".
Le prime ricette per preparare questo tipo particolare di vino compaiono nel trattato Naturalis Historia nel libro “La medicina e le piante medicinali “ di Plinio il Vecchio (23 – 79), scrittore romano che riporta l’impiego di piante nella preparazione di oli e profumi pregiati e anche come aroma e additivo dei vini greci e latini, parla dei vini stomachici, cioè dotati di proprietà favorevoli all’attività dello stomaco.
Questo vino medicamentoso fino al Medioevo veniva quindi chiamato “vino ippocratico”, “ippocrasso” o più semplicemente vino d’erbe. Durante il Medioevo la preparazione del “vino ippocratico” venne riempito anche dei profumi e dei sapori delle nuove spezie portate dai Veneziani. All’artemisia si mescolarono allora cardamomo, cannella, chiodi di garofano, mirra o rabarbaro.
A quell’epoca Torino (Pessione), Firenze e Venezia divennero tre centri importanti per la preparazione dei liquori e dei vini ippocratici, ma fu Torino che poi si affermò come la città più famosa a livello mondiale per l’elaborazione di queste bevande. Luigi XIV (1643 - 1715) ne divenne un grande estimatore e cosi diventò subito di moda nelle corti d’Europa. Servito sempre a fine pasto, in accompagnamento ai dolciumi e alle confetture, la bevanda divenne molto comune in Europa fino a tutto il XVII secolo quando venne pian piano sostituita dagli alcool di distillazione come l’Armagnac, il Cognac ed il Brandy. Nonostante tutto il vino speziato resiste alle mode ed ai cambi di costumi, cambia nome da ippocrasso in vermouth in onore della erba aromatica più importante nella sua preparazione, l’artemisia, chiamata in tedesco appunto “vermut” che si presenta con un sapore molto marcato e deciso in virtù delle numerose spezie utilizzate nella preparazione.
L'ippocrasso non è così facile da trovare in vendita oggigiorno: il suo nome viene principalmente associato in Francia soprattutto ai dipartimenti dell'Ariège e dell'Alta Loira, e in Svizzera al Canton Basilea. È inoltre presente nella cucina greca. È possibile trovarlo anche in fiere/rievocazioni a tema medievale e più precisamente nelle 4 taverne del Mercato delle Gaite, una delle più importanti rievocazione storiche medioevale italiane a Bevagna (PG) in Umbria, o nell'osteria "Lo Mastro Vinaio" a Figline di Prato. Tuttavia ha ricevuto nuovo slancio nell'ambito homebrewer tanto da essere un idromele abbastanza comune a livello internazionale inserito anche nel Bjcp 2015 sotto la categoria M3A. Idromele alla frutta e spezie.

## Preparazione
L'ippocrasso è un vino molto zuccherato che si ottiene sciogliendo circa 200 grammi di miele in 3 litri di vino e aggiungendo le spezie dette "royales". Nell'antichità non vi era necessità di aggiungere altro perché il vino non aveva mai svolto tutti gli zuccheri. Adesso invece è necessario aggiungere un lievito ad alta resistenza alcolica (di solito enologico) per poter fermentare anche la nuova parte zuccherina aggiunta costituita dal miele. Una volta pronto deve essere filtrato prima di essere imbottigliato tramite le maniche di Ippocrate da cui deriva il nome. L'ippocrasso per la propria alta gradazione si conserva perciò per molti anni.
In realtà ci sono molte controversie riguardo alla preparazione dell'ippocrasso: le fonti medievali non sono chiare, ma sono essenziali cannella e zenzero, mentre altre spezie o erbe sono opzionali e, soprattutto in Italia, a differenza che negli altri paesi del mondo, si è persa l'abitudine di far fermentare il composto assimilando così il prodotto ad un vino concio. È inoltre dibattuto se si debba far riscaldare il liquido o meno, a differenza del moderno vin brulé che viene sempre servito caldo.